# Stigmatomma caliginosum
Stigmatomma caliginosum is een mierensoort uit de onderfamilie van de Amblyoponinae. De wetenschappelijke naam van de soort is voor het eerst geldig gepubliceerd in 1999 door Onoyama.